# تولوکا
 تولوکا (اسپانیایی: Toluca) به‌طور رسمی تولوکا د لردو (اسپانیایی: Toluca de Lerdo) شناخته می‌شود و پایتخت ایالت مکزیک یکی از الایاتهای مکزیک در این کشور می‌باشد. این پایتخت یک منطقه شهری و به سرعت در حال رشد است، در حال حاضر پنجمین شهر بزرگ در مکزیک به‌شمار میرود.

## آب و هوا
- میانگین بالاترین دما در سال ۲۱ سلسیوس (بالاترین دما ماه آوریل و ماه مه ۲۴ سلسیوس)
- میانگین پایین‌ترین دما در سال ۷ سلسیوس (پایین‌ترین دما ماه ژانویه ۲ سلسیوس)
- بارش در سال ۷۴۷ میلی‌متر (بالاترین بارش ماه ژوئیه ۱۵۱ میلی‌متر / پایین‌ترین بارش ماه فوریه و ماه دسامبر ۷ میلی‌متر)

## پیشینه
درهٔ تولوکا از سالیان قدیم محلی مسکونی برای بومیان مکزیک بوده‌است. این منطقه به دست ماتلاتسینکا‌ها (Matlatzinca)، اوتومی‌ها (Otomi)، ماسوهوا‌ها (Mazahua)، ناهوا‌ها (Nahua)، مشیکا‌ها (Mexica) و قبل از رسیدن اسپانیاییها به دست آزتک‌ها اداره می شد.
در سال ۱۵۲۱ میلادی (۸۹۹ خورشیدی) پس از اینکه اسپانیاییها در این دره به پیروزی رسیدن و کنترل دره به دست آنان بود شاه وقت اسپانیا، کارل پنجم، همهٔ امتیازهای این منطقه را به ارنان کورتس داد.
در سال ۱۵۲۴ میلادی (۹۰۲ خورشیدی)، مسیحی‌سازی بومیان در شهر تولوکا آغاز شد. در سال ۱۵۳۰ میلادی (۹۰۸ خورشیدی) نخستین گروه اسپانیایی در این شهرآغاز به زندگی کرد. تنها در سال ۱۶۷۷ میلادی (۱۰۵۵ خورشید) این منطقه به شهر تبدیل شد. در سال ۱۷۹۳ میلادی (۱۱۷۱ خورشیدی)، ساخت جاده به مکزیکو سیتی آغاز شد، ولی شاه وقت اسپانیا، کارل چهارم، این منطقه را در سال ۱۷۹۹ میلادی (۱۱۷۷ خورشیدی) با نام شهر شناخت.
در زمان استقلال مکزیک در سال ۱۸۱۰ میلادی (۱۱۸۸ خورشیدی) میگل ایدالگو قبل از این که راهی نبرد مونته د لاس کروسس (نبرد کوه سلیبها) بشود چند روزی در این شهر ماند. یک سال بعد در همین شهر گروهی از بومیان مکزیک به دست سربازان اسپانیایی برای انتقام جویی از شکست در آن نبرد تیرباران شدند. در سال ۱۸۲۱ میلادی استقلال به دست مقامات محلی در این شهر اعلام شد.
در سال ۱۸۳۰ میلادی (۱۲۰۸ خورشیدی)، پس از اینکه چندین بار پایتخت این ایالت جا به جا شد، تولوکا در نهایت به عنوان پایتخت قانونی استادو د مخیکو برگزیده شد.

## نام
هنگامی که تولوکا برای نخستین بار به دست قبیله ماتلازینکا (Matlazica) بنیان گذاشته شد، نام اصلی آن نپینتاهیهویی (Nepintahihui) (سرزمین ذرت ، tierra del maíz) بود. نام فعلی بر اساس نامی است که به زبان ناهواتل برای این منطقه توسط آزتکها در سال ۱۴۷۳ میلادی بر گزیده شد.
این نام از نام "تولوکن" (Tolocan) واژهی که نام یکی از خدایان آزتک "تولو" را در بر دارد و پسوند مکانی "کن"، میتوان برگردان آن را به فارسی "مکان تولو" گفت.
نام "تولوکا د لردو" در سال ۱۸۶۱ میلادی (۱۲۳۹ خورشیدی) به افتخار رئیس جمهور "سباستین لردو د تخادا" (Sebastián Lerdo de Tejada) برگزیده شد.

## امروزه
تولوکا در مرکز اقتصادی مکزیک واقع شده‌است. این شهر یک منطقه مهم اقتصادی به‌شمار میرود، به دلیل این که دارای صنایع و زیرساخت صنعتی در ساخت نوشیدنی، مواد غذایی، منسوجات، اتومبیل، محصولات برقی است.
از شرکتهایی که در پارک‌های صنعتی تولوکا مشغول به کار هستند می‌شود از کرایسلر، ب ام و ، مرسدس بنز، کوکاکولا، بیمبو، نیسان، نستله، فایزر، بایر، اچ‌اس‌بی‌سی، بارسل و کنور نام برد.
این شهر خانهٔ موزهای بسیاری است، و دوومین شهر در داشتن موزه (پس از مکزیکو سیتی) در مکزیک است. و همچنین دانشگاه‌های بسیاری دارد.
این شهر با اتوبانهای بزرگ به شهر مکزیکو سیتی و گوادالاخارا پیوسته است و این اتوبانها کمک بسیاری به اقتصاد این شهر می‌کنند. گفتنی است که از راه این اتوبان شهر تولوکا تنها ۷۰ کیلومتر با مرکز شهر مکزیکو سیتی (پایتخت کشور) فاصله دارد.

## شهرهای خواهرخوانده
شهر تولوکا ۸ شهر خواهرخوانده دارد
- سایتاما٬ ژاپن
- فورت وورث٬ آمریکا
- اوراوا، سایتاما، ژاپن
- برشا، ایتالیا
- کوزانی، یونان
- سوون، کره‌جنوبی
- گلوستون، تگزاس، آمریکا
- خالاپا، مکزیک

## نگارخانه

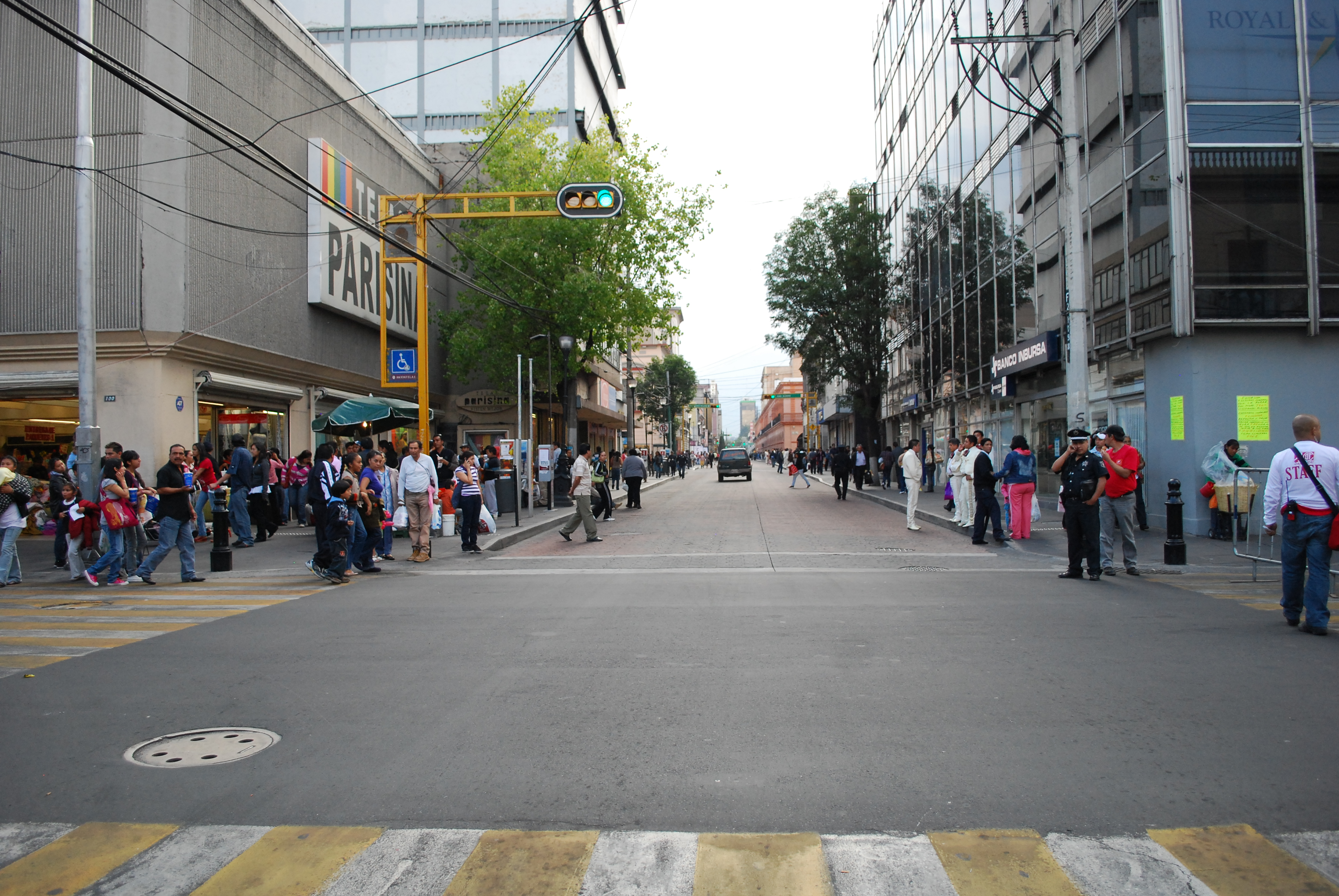
مرکز شهر
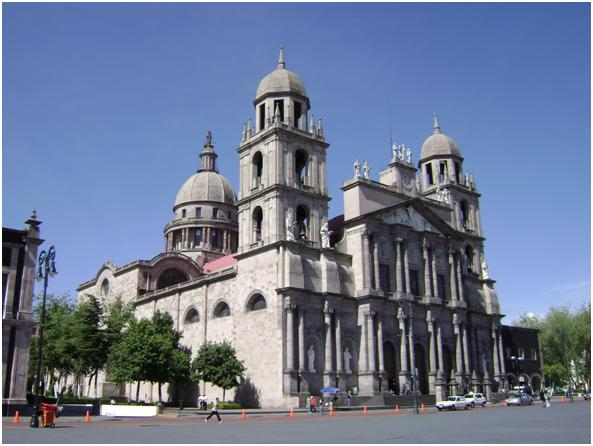
کلیسای مرکز شهر
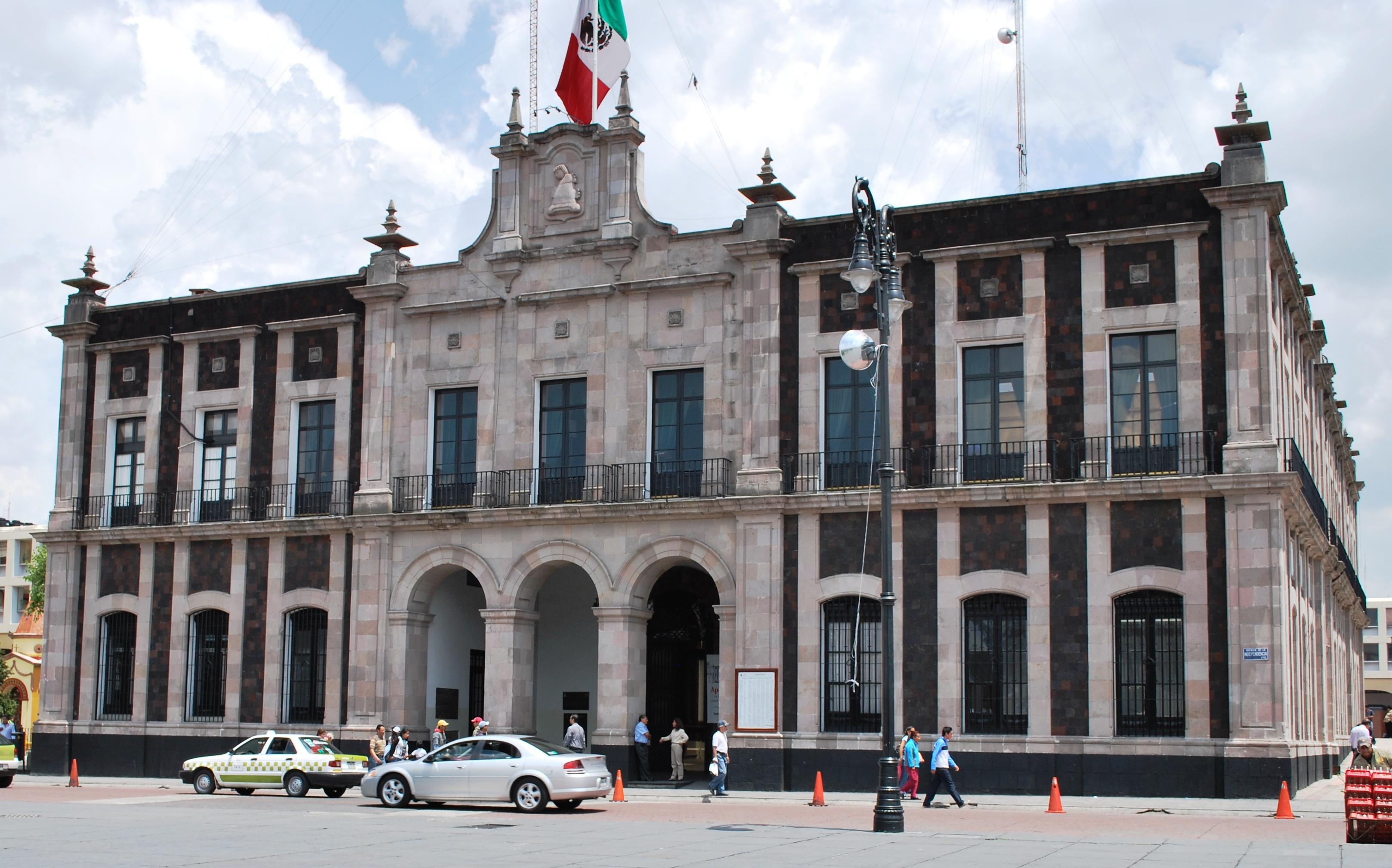
کاخ دولت
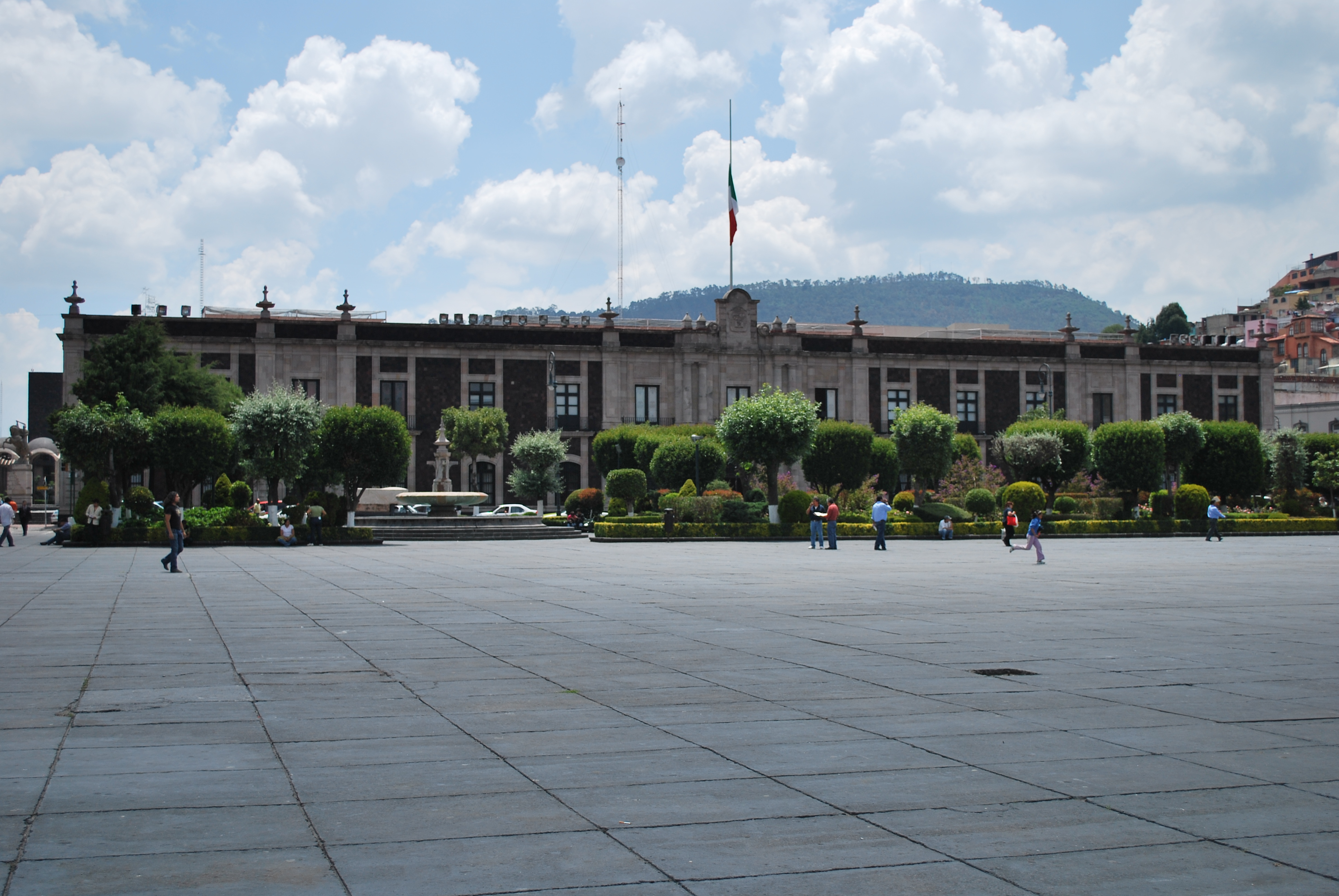
کاخ دولت (۲)
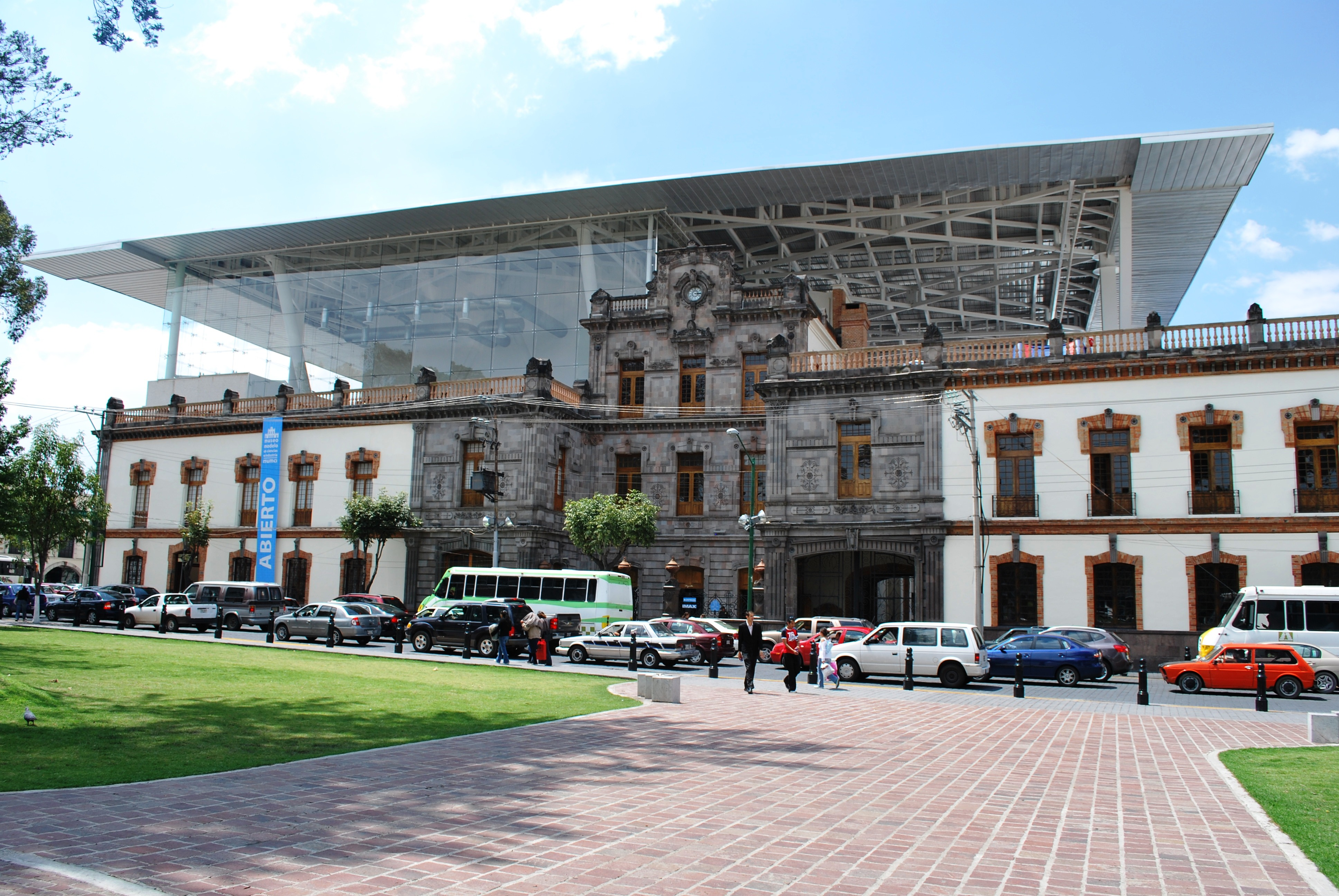
موزه علم و صنعت
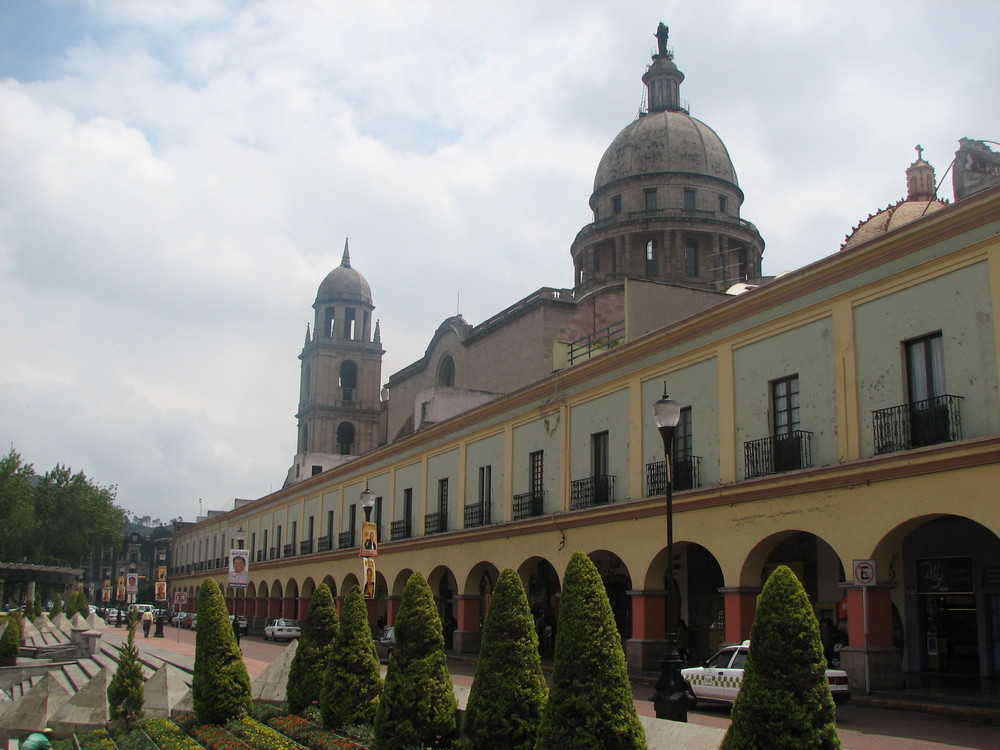
درگاه تولوکا
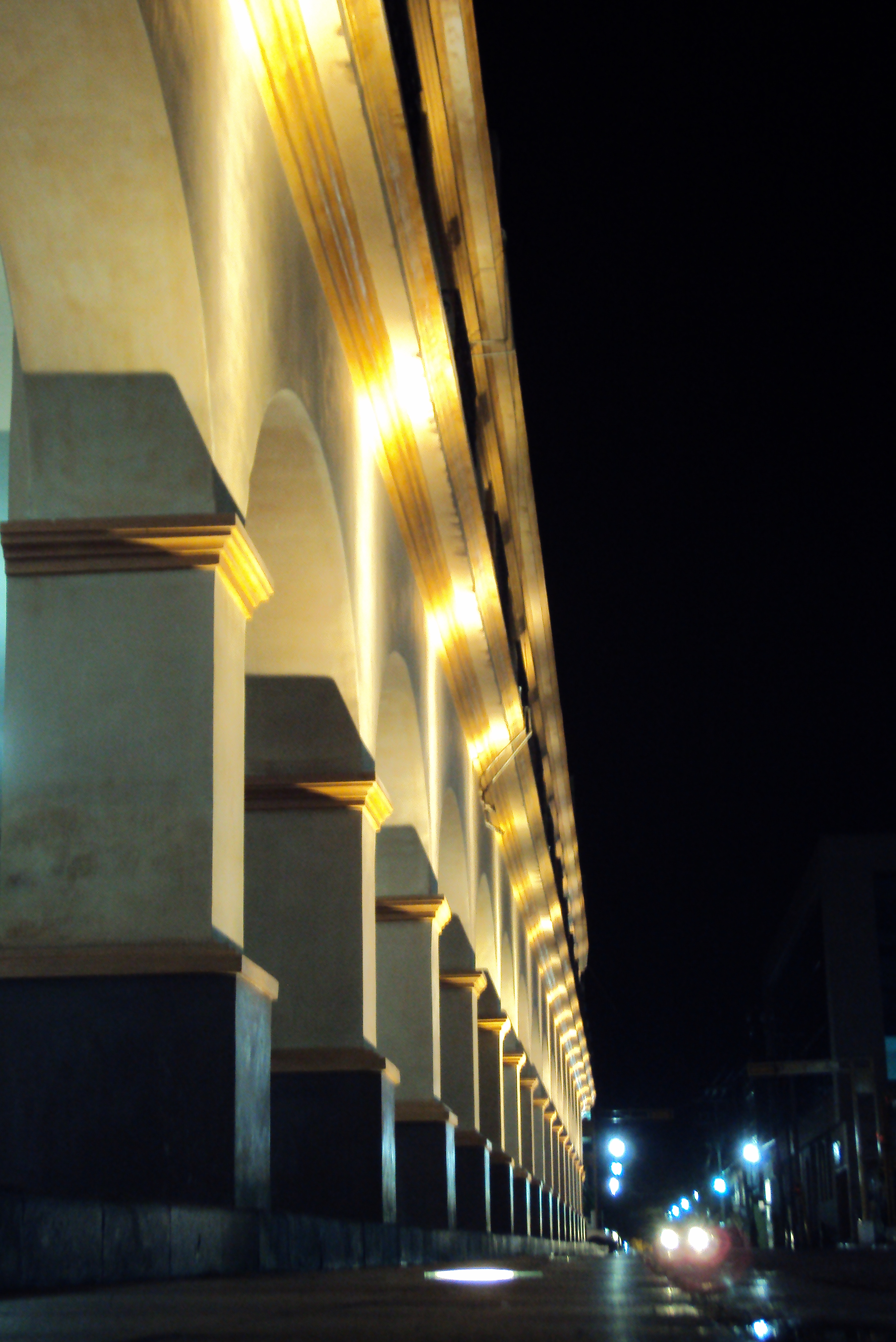
درگاه تولوکا (۲)